# Hadżdżi Hasan-e Olja
Hadżdżi Hasan-e Olja (pers. ‏حاجي حسن عليا‎) – wieś w Iranie, w ostanie Azerbejdżan Zachodni, w szahrestanie Mijandoab. W 2006 roku liczyła 529 mieszkańców.